# George Szell
George Szell [sell] (7. červen 1897, Budapešť - 30. červenec 1970, Cleveland) byl maďarsko-americký dirigent a klavírista.

## Život a působení
Narodil se jako György Szell v židovské rodině advokáta a obchodníka v Budapešti, která přijala katolické křesťanství a dala se pokřtít.
Rodina se brzy přestěhovala do Vídně. György vystudoval Státní hudební akademii ve Vídni a v Lipsku a ač měl klavírní průpravu, rozhodl se pro kariéru dirigenta. Jeho talent zaujal Richarda Strausse, jemuž dělal Szell asistenta v berlínské Státní opeře.
Vedl pak operní orchestry ve Štrasburku (1917), v Německém divadle v Praze (1919–1921), v Darmstadtu (1922) a v Düsseldorfu (1922–1924). Od roku 1924 do roku 1930 byl šéfdirigentem Státní opery v Berlíně a v letech 1929–1937 působil opět v Praze.
V USA debutoval roku 1930, se St. Louis Symphony Orchestra. Ve Spojených státech se definitivně usadil po začátku druhé světové války v roce 1939. Učil na New School for Social Research a na Mannes School of Music v New Yorku a byl šéfdirigentem v Metropolitní opeře (1942-46). V roce 1946 se stal občanem USA. Od tohoto roku až do své smrti byl hudebním ředitelem Cleveland Orchestra, který se pod jeho vedením stal jedním z nejlepších světových orchestrů.
Vedl též Královský orchestr Concertgebouw v Amsterdamu, od roku 1963 byl hostujícím dirigentem New York Philharmonic a prozatímně toto těleso vedl i v letech 1969–1970.
Pro jeho styl dirigování bylo charakteristické ctění původních záměrů skladatele, ale také silně autoritativní vedení souboru.

## Působení v Praze

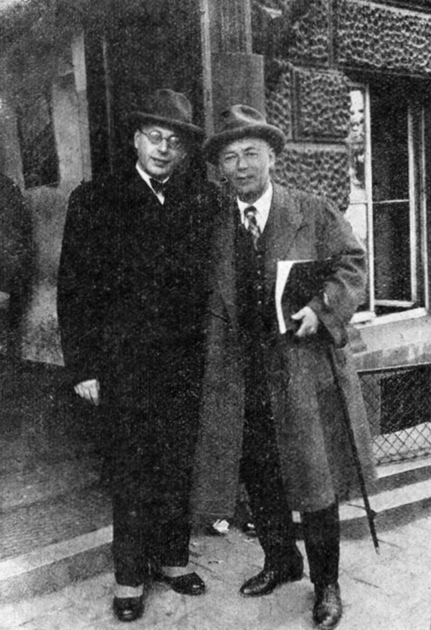
George Szell (vlevo) a skladatel Jaroslav Křička během uvedení Křičkovy opery Bílý pán v Novém německém divadle, Praha, duben 1932.

Po vzniku Československa, v letech 1919–1921, byl Szell dirigentem v německém divadle v Praze. V letech 1929–1937 byl hudebním ředitelem Nového německého divadla v Praze, dokud nemusel emigrovat před hrozbou nacismu.

### Dirigent
- 1932 Jaroslav Křička: Bílý pán aneb Těžko se dnes duchům straší
- 1933 Hans Krása: Zásnuby ve snu, premiéra 18. května 1933

## Diskografie
Gramofonová technika byla už od 30. let na slušné úrovni a rychle se zdokonalovala. George Szell byl velmi oblíbeným dirigentem pro nahrávky klasické a operní hudby a nahrál i několik desek komorní hudby jako klavírista. V jeho nahraném repertoáru jsou zahrnuti přední skladatelé 18.-20. století:
- Ludwig van Beethoven - všechny symfonie, všechny klavírní koncerty (poprvé s L. Fleisherem, podruhé s E. Gilelsem), Missa solemnis.
- Johannes Brahms - všechny symfonie, klavírní koncerty (s L. Fleisherem a podruhé s R. Serkinem), houslový koncert s D. Oistrachem, koncert pro housle a violoncello s D. Oistrachem a M. Rostropovičem.
- Anton Bruckner - symfonie č. 3 a 8.
- Petr Iljič Čajkovskij - symfonie č. 4, 5 a 6, Italské capriccio.
- Antonín Dvořák - symfonie 7 až 9, Slovanské tance, koncert pro violoncello s P. Casalsem a Českou filharmonií.
- Joseph Haydn - symfonie 88, 92-99 a 104.
- Gustav Mahler - symfonie č. 6, 8 a 10.
- Felix Mendelssohn-Bartholdy - symfonie č. 4, Sen noci svatojánské.
- Wolfgang Amadeus Mozart - symfonie č. 28, 33, 35, 39-41, klavírní koncerty s R.Cassadesusem. V klavírních kvartetech č. 1 a 2 a v houslových sonátách KV 296 a 301 hrál Szell klavírní part.
- Sergej Prokofjev - symfonie č. 5, klavírní koncerty č. 1 a 3.
- Franz Schubert - symfonie č. 8 a 9
- Robert Schumann - 4 symfonie.
- Bedřich Smetana - Vltava, orchestrální části z Prodané nevěsty, kvartet č. 1 Z mého života v orchestrální úpravě G. Szella.
- Richard Strauss - Don Juan, Don Quixote, Till Eulenspiegel, čtyři poslední písně.
- Igor Stravinskij - Pták Ohnivák
- Richard Wagner - předehry a orchestrální hudba z oper Prsten Nibelungův, Mistři pěvci norimberští, Tristan a Isolda, orchestr: Cleveland Orchestra, nahrávky z let 1962, 1968 a 1969 vydala firma CBS, dnes jsou nahrávky distribuovány pod značkou Sony Classical.[3]

## Ocenění
- George Szell byl nositelem nejvyššího francouzského vyznamenání Čestné legie v hodnosti komandéra.
- Britská vláda udělila Szellovi roku 1983 in memoriam Řád britského impéria v hodnosti komandéra.